# Lista orașelor din Burundi
- Aceasta pagină este o listă a orașelor din Burundi.

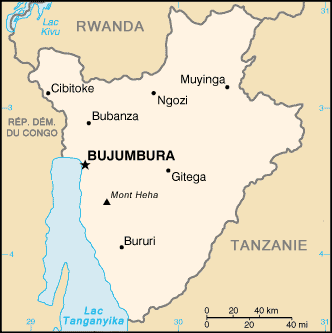
Harta statului Burundi

- Bubanza
- Bujumbura (capitală)
- Bururi
- Cankuzo
- Cibitoke
- Gitega
- Karuzi
- Kayanza
- Kirundo
- Makamba
- Muramvya
- Musigati
- Muyinga
- Mwaro
- Ngozi
- Rutana
- Ruyigi

## Cele mai mari orașe
1. Bujumbura - 340.300
2. Gitega - 46.900
3. Muyinga - 45.300
4. Ngozi - 40.200
5. Ruyigi - 36.800
6. Kayanza - 26.200
7. Bururi - 22.900
8. Rutana - 20.700
9. Muramvya - 17.600
10. Makamba - 13.000